# Трејси Чапман
Трејси Чапмен (енгл. Tracy Chapman; Кливленд, Охајо, 30. март 1964) је америчка кантауторка, позната по сингловима "Fast Car", "Talkin' 'bout a Revolution", "Baby Can I Hold You", "Give Me One Reason" "The Promise" и "Telling Stories". Она је мултиплатинаста извођач и четворострука добитница Греми награде.

## Биографија
Рођена у Кливленду, држава Охајо, Трејси Чапман је почела да свира гитару и пише песме када је имала једанаест година. Примљена је на A Better Chance, амерички национални ресурс за идентификацију, регрутовање и развој обојених академских студената, што јој је обезбедило упис на Wooster школу у држави Конектикат, и на крају на Tufts универзитет.
У мају 2004, Tufts јој је доделио диплому доктора лепих уметности, за допринос социјалној свести и као уметнички оствареном музичару.
Трејси Чапман често учествује на добротворним догађајима који за циљ имају борбу против сиде.
Иако Чапманова никада није јавно причала о својој сексуалности, добитница Пулицерове награде Алис Вокер је говорила о њиховој љубави са новинаром „Гардијана“ у децембру 2006. Она је објаснила зашто нису обелоданиле своју везу средином деведесетих, и рекла је: "(веза) је била слатка и дивна и потпуно сам уживала али то се тицало само нас."

## Дискографија
Студијски албуми
- Tracy Chapman (1988)
- Crossroads (1989)
- Matters of the Heart (1992)
- New Beginning (1995)
- Telling Stories (2000)
- Let It Rain (2002)
- Where You Live (2005)
- Our Bright Future (2008)